# ツヤホソバエ
ツヤホソバエは、ハエ目ツヤホソバエ科 (Sepsidae) に分類される種の総称。世界に約30属283種が生息する。

## 分布
ツヤホソバエは全ての動物地理区に分布する。日本からは11属35種が記録されている。

## 特徴

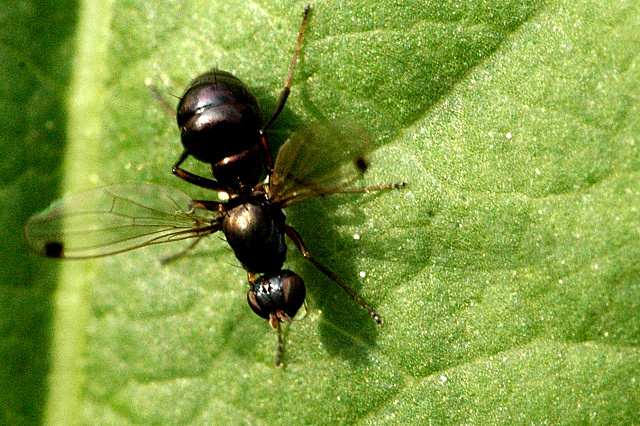
ミヤマヒトテンツヤホソバエ

ツヤホソバエは草原や牧草地、川岸、湖、海岸など様々な環境で見られる。一般的に、動物の糞や厩肥によく発生する。
大部分の種では複雑な求婚行動をとらないが、キタツヤホソバエやコガタツヤホソバエなど一部の種では、ダンスによる求婚行動がみられる。

## 主な下位分類群
- Orygmatinae 亜科
  - Orygma
- Sepsinae 亜科
  - Saltellini 族
    - Saltella

  - Sepsini 族
    - Archisepsis
    - Decachaetophora
    - Enicita
    - Enicomira
    - Meroplius
    - Nemopoda
    - Ortalischema
    - Sepsidimorpha
    - Sepsis
    - Themira
    - Zuskamira